# Hydrocotyle salwinica
Hydrocotyle salwinica là một loài thực vật có hoa trong Họ Cuồng. Loài này được Shan & S.L. Liou mô tả khoa học đầu tiên năm 1964.